# Aubigny-en-Artois
Aubigny-en-Artois is een gemeente in het Franse departement Pas-de-Calais (regio Hauts-de-France). De plaats maakt deel uit van het arrondissement Arras. In de gemeente ligt spoorwegstation Aubigny-en-Artois. Aubigny-en-Artois telde op 1 januari 2022 1.484 inwoners.

## Geografie
De oppervlakte van Aubigny-en-Artois bedroeg op 1 januari 2022 6,27 vierkante kilometer; de bevolkingsdichtheid was toen 236,7 inwoners per km².

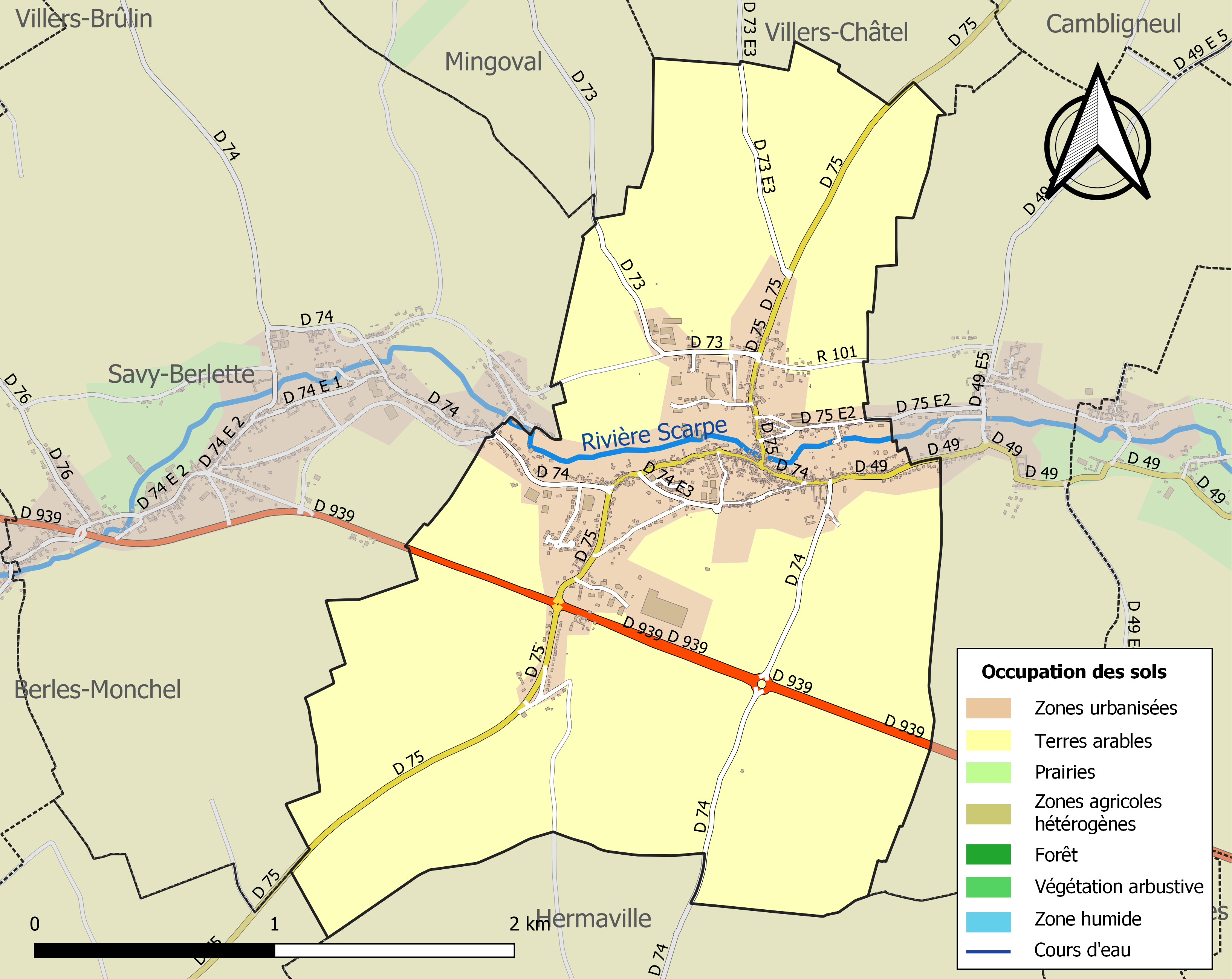
Kaart van de gemeente met belangrijkste infrastructuur, bodemgebruik en omliggende gemeenten

## Demografie
Onderstaande figuur toont het verloop van het inwonertal (bron: INSEE-tellingen).